# Evangelisch-Lutherische Kirche Lettlands

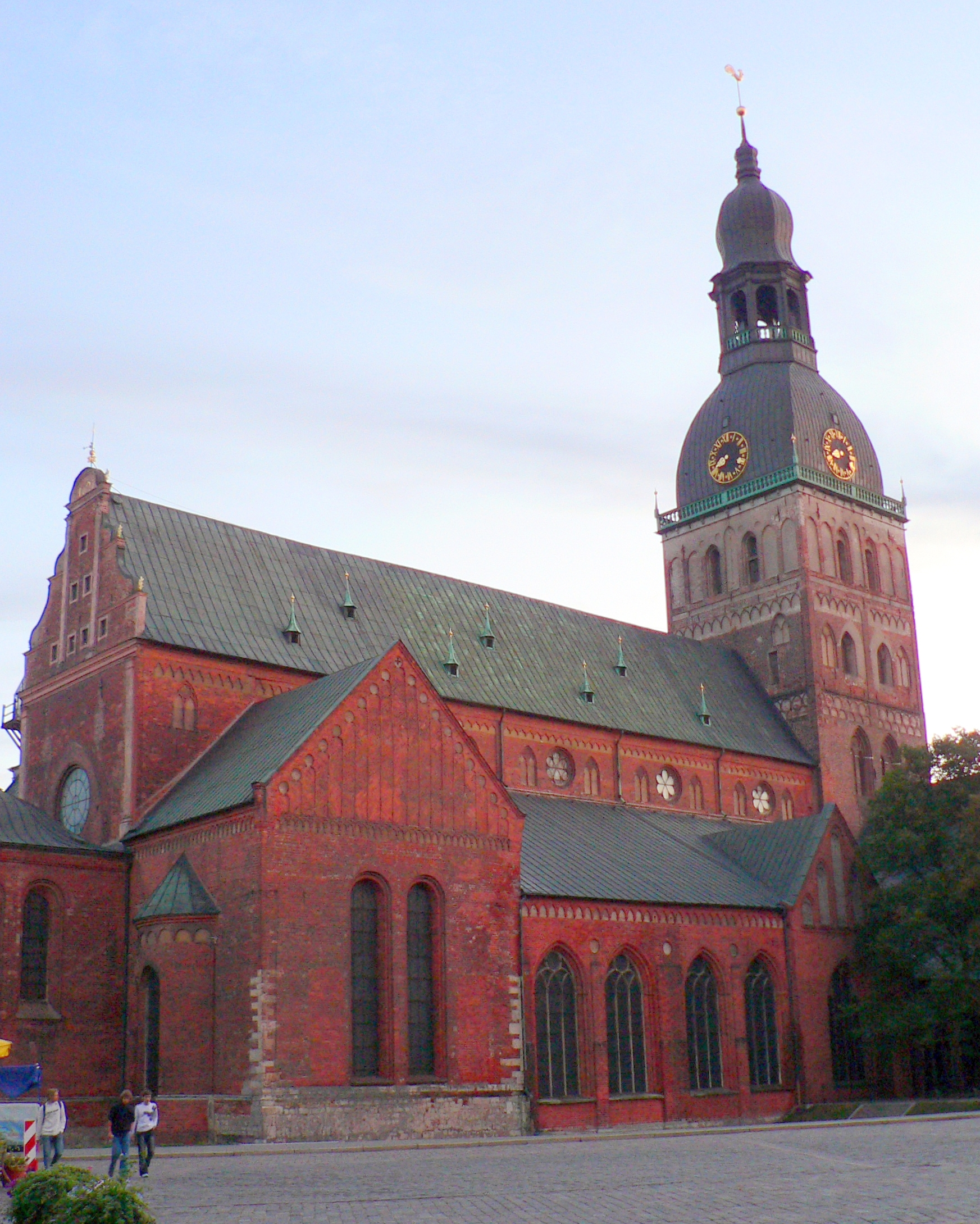
Dom-Kathedrale in Riga

Die Evangelisch-Lutherische Kirche Lettlands (lettisch: Latvijas Evaņģēliski luteriskā baznīca, kurz LELB) ist die von der Anzahl ihrer Mitglieder her bedeutendste religiöse Gemeinschaft in Lettland.

## Verbreitung
Über die Mitgliederzahl der Evangelisch-Lutherischen Kirche Lettlands gibt es unterschiedliche Angaben. Die Kirche selbst gibt auf ihrer Website die Zahl der aktiven Mitglieder mit 43.000 an, die Gesamtzahl der Lutheraner in Lettland mit 700.000. Auf der Website des Ökumenischen Rates der Kirchen ist nur von 39.000 Mitgliedern die Rede, auf der des Lutherischen Weltbundes von 250.000. Der Kommunikationsausschuss lutherischer Minderheitskirchen gab für 2008 540.000 Lutheraner an, davon 40.000 aktive Mitglieder. Das Forschungsinstitut Glaube in der 2. Welt gibt an, dass die lettische lutherische Kirche von 2004 bis 2007 24.500 neue Mitglieder gewonnen habe (11.133 Austritte in derselben Zeit) und damit in drei Jahren um 6 % auf 250.000 Mitglieder angewachsen sei. Somit sei sie eine der wenigen lutherischen Kirchen in Europa, die im 21. Jahrhundert wachse.

## Organisation
Oberstes Entscheidungsgremium der Evangelisch-Lutherischen Kirche Lettlands ist die aus Geistlichen und Laien zusammengesetzte Synode, die alle drei Jahre zusammentritt. Die Kirche wird von einem Erzbischof geleitet, seit 1993 Jānis Vanags. 2006 hat die Synode beschlossen, neben dem Erzbistum Riga die Bistümer Daugavpils und Liepāja zu schaffen. Am 13. Oktober 2007 wurden die an der Synode im Juni 2007 gewählten Bischöfe Einārs Alpe und Pāvils Brūvers geweiht. Seit der Emeritierung von Brūvers im Jahr 2016 amtiert Hanss Martins Jensons als Bischof von Liepāja. In der neuen Organisation umfasst die Erzdiözese von Riga sieben Propsteien um Riga und Vidzeme, die Diözese von Liepāja sechs Propsteien in den Regionen Kurzeme und Zemgale im Westen Lettlands und die Diözese von Daugavpils drei Propsteien in den Regionen Latgale und Sēlija im Süden.
Die Evangelisch-Lutherische Kirche von Lettland besteht aus 288 Gemeinden. Für 2008 wurden 145 Pastoren und 50 nicht-ordinierte Evangelisten angegeben. Die Lettische Kirche lehnt sich an die Pfarrerdienstordnung der Selbständigen Evangelisch-Lutherischen Kirche (SELK) an, zu der sie eine vertraglich geregelte Partnerschaft unterhält.

## Geschichte
Die erste lutherische Gemeinde wurde bereits 1523 in Riga gegründet. 1554 wurde in ganz Livland das freie Bekenntnis zur evangelischen Konfession zugestanden. 1558 bekannte sich der livländische Landtag geschlossen zur Reformation. Die lutherische Kirche war jedoch vorerst weitgehend eine Kirche der herrschenden deutschsprachigen Minderheit.
Zur Zeit der schwedischen Herrschaft war die lutherische Orthodoxie für die lutherische Kirche in Livland maßgeblich. Nach der Eingliederung Livlands in das Russische Kaiserreich durch den Frieden von Nystad (1721) wurde in Livland der Pietismus zur prägenden geistlichen Strömung. Das Compendium oder kurzer Begriff der ganzen christlichen Lehre 34 Artikeln. Nebst einer Summarischen Vorstellung der Göttlichen Ordnung des Heyls, in Frage und Antwort von Johann Anastasius Freylinghausen, dem Schwiegersohn August Hermann Franckes, wurde ins Lettische übersetzt. Zu einer Erweckung (und nach manchen Quellen sogar zur eigentlichen Christianisierung) der lettischsprachigen Bevölkerung kam es im 18. Jahrhundert durch die Mission der Herrnhuter Brüdergemeine.
Die evangelische Kirche in den Ostseegouvernements war dem Generalkonsistorium für das Russische Kaiserreich mit Sitz in St. Petersburg unterstellt. Für das Gebiet des heutigen Lettland waren das Rigasche Konsistorium, das Livländische Konsistorium und das Kurländische Konsistorium zuständig. Den Präsidenten des Livländisches Konsistoriums bestimmte die Livländische Ritterschaft, den des Kurländischen Konsistoriums die Kurländische Ritterschaft. Nur wenige Pfarrer wurden von ihren Gemeinden gewählt, die meisten wurden gemäß dem Patronatsrecht von einzelnen Rittergutsbesitzern oder von den Ritterschaften eingesetzt. Ihre rechtliche Stellung war privilegiert, sie waren von persönlichen Abgaben und Diensten befreit. Ihren Lebensunterhalt erwirtschafteten sie aus den Pastoratswidmen und aus anderen Gütern im kirchlichen Besitz, die sie wie Gutsherren führten.
Die Geistlichkeit der lutherischen Kirche blieb weitgehend deutsch geprägt. Die kirchliche Amtssprache in den Ostseegouvernements war – gemäß den russischen Kirchengesetzen – Deutsch. Als Generalsuperintendenten von Livland amtierten ausschließlich Deutschbalten. Der deutschbaltische Pfarrer Oskar Schabert zählt unter den evangelischen Geistlichen, die 1905/1906 und während der bolschewistischen Herrschaft getötet wurden, zahlreiche Deutschbalten, aber nur sieben Letten auf.
Mit der Gründung des lettischen Staates wurden die 194 lettischen Gemeinden und die 20 rein deutschsprachigen Gemeinden zu einer einzigen lutherischen Kirche vereinigt. 1922 wurden vom schwedischen Bischof Nathan Söderblom der von der Synode gewählte Kārlis Irbe zum Bischof der evangelisch-lutherischen Kirche konsekriert und gleichzeitig Peter Harald Poelchau zum Bischof der deutschen Gemeinden. Durch die von der lettischen Regierung durchgeführte Agrarreform verloren die Kirchengemeinden einen großen Teil ihres Grundbesitzes, und die Kommunen wurden von obligatorischen Abgaben an die Kirchengemeinden befreit. Der Bischof der evangelisch-lutherischen Kirche erhielt das Nutzungsrecht für den Dom zu Riga. An der neu gegründeten Lettischen Universität wurde eine theologische Fakultät geschaffen, in der bis 1934 über 100 Pfarrer ausgebildet wurden. Bischof Irbe gründete das von der liberalen theologischen Fakultät unabhängige konservative Herder-Institut, das auf die Ausbildung für den Kirchendienst ausgerichtet war. Dieses Seminar blieb im Untergrund auch während der sowjetischen Herrschaft aktiv.
1932 entschied sich die Kirche für ein einziges Oberhaupt, und Teodors Grīnbergs wurde zum Erzbischof der evangelisch-lutherischen Kirche Lettlands gewählt.
Durch den Zweiten Weltkrieg wurde die Kirche schwer beeinträchtigt. 1944 mussten Erzbischof Grīnbergs und die Kirchenverwaltung auf Druck des deutschen Sicherheitsdiensts das Land verlassen, etwa sechzig Prozent der evangelischen Pastoren flohen vor der Roten Armee. Grīnbergs baute die Evangelisch-Lutherische Kirche Lettlands im Exil auf, die immer noch ihre meisten Gemeinden in Nordamerika, Westeuropa und Australien hat. Die Kirchenleitung in Lettland übernahm Propst Kārlis Irbe (1885–1966). Bald nach Beginn der sowjetischen Herrschaft wurden Irbe und andere aktive Geistliche deportiert, so dass die Kirche etwa 80 % ihrer Geistlichen verlor. 1954 erzwang die Sowjetunion eine Änderung der Kirchenverfassung, Erzbischof Grīnbergs wurde zur Abdankung gezwungen und Gustavs Tūrs zum Erzbischof gewählt. Um 1967 zählte die Lettische Evangelisch-Lutherische Kirche 400.000 bis 450.000 Mitglieder mit ca. 90 Pastoren. Das Leben der Kirche war auf das Abhalten von Sonntagsgottesdiensten in den Kirchen beschränkt.
Unter der Perestroika kam es wieder zu einer radikalen Veränderung in der Haltung der Menschen zur Kirche. Religion, Bibel und Christentum wurden auch in den Medien wieder zum Thema, und die Zahl der Gottesdienstbesucher stieg anfänglich stark an. Die lutherische Kirche hatte jedoch viel zu wenige Geistliche, die noch dazu nicht für diese neuen Erwartungen an die Kirche ausgebildet waren. Dazu kam, wie bei praktisch allen Kirchen des früheren Ostblocks, die innere Spaltung zwischen den während der Zeit des Kommunismus entstandenen Flügeln der „Märtyrer“ und der „Kollaborateure“. Auf der Synode 1989 ersetzte Kārlis Gailitis den bisherigen Erzbischof Eriks Mesters, und das gesamte Konsistorium wurde ausgewechselt, was der Kirche einen von der Vergangenheit unbelasteten Neuanfang ermöglichte. Eine Umfrage von 1999 ergab, dass die Kirche von den Letten vor Fernsehen, Presse und Parlament als die glaubwürdigste Institution angesehen wurde. Es gelang trotz des Pfarrermangels, insbesondere mit der Hilfe der Nordelbischen Kirche, in allen Kirchengemeinden Sonntagsschulen einzurichten, Krankenhaus-, Gefängnis- und Militärseelsorge, Blaukreuzarbeit und Telefonseelsorge und die lokale diakonische Arbeit neu aufzubauen.
Allmählich wurden aber auch theologische Unterschiede sichtbar, die Juris Rubenis folgendermaßen beschreibt: Während die westlichen Kirchen über eine fortgeschrittene Theologie verfügten, durch die sich jedoch die Basis oft nicht angesprochen fühlte, hatte die lettische Kirche einen lebendigen Glauben, volle Kirchen, aber kaum Theologen, die die existenzielle Erfahrung der Kirche während der Zeit des Kommunismus theologisch kommunizieren konnten.

## Ökumene
- Die Evangelisch-Lutherische Kirche Lettlands gehört dem Ökumenischen Rat der Kirchen und der Konferenz Europäischer Kirchen an.
- Sie ist Mitglied des Lutherischen Weltbunds (LWB) und war bis 2021 Mitglied der Gemeinschaft Evangelischer Kirchen in Europa (GEKE).
- Auf der Synode am 6. August 2021 wurde beschlossen, aus der GEKE auszutreten.[26]
- Auf derselben Synode wurde beschlossen, dem Internationalen Lutherischen Rat (ILC) beizutreten. Damit ist sie eine der wenigen Kirchen, die sowohl dem LWB als auch dem ILC angehören.[27]
- Sie ist in voller Kirchen- und Abendmahlsgemeinschaft mit der Lutheran Church – Missouri Synod und der Selbständigen Evangelisch-Lutherischen Kirche.
- In der Porvoo-Gemeinschaft hat sie einen Beobachterstatus.

## Kontroversen

### Frauenordination
Die Evangelisch-Lutherische Kirche Lettlands nimmt bezüglich der Ordination von Frauen eine ablehnende Haltung ein, wie einige andere lutherische Kirchen weltweit auch. Jānis Matulis (Erzbischof 1969–1983) ordinierte einige Pastorinnen, was in der Kirche ziemliche Überraschung und Opposition hervorrief.
Sein Nachfolger Eriks Mesters (Erzbischof 1983–1989) war persönlich gegen Frauenordination und wurde von der Pfarrerschaft gebeten, keine Frauen zu ordinieren. Der Erzbischof verzichtete auf die Ordination von Frauen, bezog jedoch keine klare Stellung in der Frage; es kam zu einem Moratorium. Eine von der Synode bestimmte Kommission von fünf Pastoren entschied sich 3:2 gegen die Frauenordination.
Auf der Synode 1989, die Mesters abwählte und Karlis Gailitis zum neuen Erzbischof wählte, wurde gegen Ende der Synode ohne Beratung abgestimmt, die Frauenordination zuzulassen. Gailitis war ein starker Befürworter der Frauenordination, und in den nächsten Jahren wurden einige Frauen ordiniert. In der Pfarrerschaft kam es zu zahlreichen Protesten; aber die Kirchenleitung ließ keine neue Diskussion der Frage zu. Einige konservative Gemeinden waren entschlossen, eine eigene Kirche zu gründen, wenn der Nachfolger von Gailitis ebenfalls Frauen ordinieren würde.
Bei der Wahl des Nachfolgers von Gailitis wurden beide Kandidaten nach ihrer Haltung zur Frauenordination befragt. Der eine Kandidat, Elmārs Ernsts Rozītis, Erzbischof der Lettischen Evangelisch-Lutherischen Kirche außerhalb Lettlands, war dafür; Jānis Vanags erklärte, er würde als Erzbischof keine Frauen ordinieren, warnte jedoch davor, dass diese Haltung die Kirche einem starken Druck von liberalen lutherischen Kirchen aussetzen würde. Nach Egils Grislis, einem kanadischen Beobachter, waren 80 % der Synodalen gegen Frauenordination. Die Wahl von Jānis Vanags führte zu einem erneuten Moratorium in der Frauenordination. Die unter seinen Vorgängern ordinierten Frauen konnten im Amt bleiben, aber nicht als Gemeindepfarrerinnen amtieren.
Bei der Synode am 3. und 4. Juni 2016 wurde ein Antrag angenommen, der die Zulassung zur Ordination künftig auf männliche Kandidaten beschränkt.

### Homosexualität
Nachdem der Pastor Māris Sants seine Kirche für AIDS-Patienten und Homosexuelle öffnete, wurde er am 21. Mai 2002 ohne Warnung und Konsultation suspendiert „wegen seiner Förderung einer toleranten Haltung zur Homosexualität“. Nach dieser Suspendierung protestierte Juris Cālītis, Pastor und Dekan der Theologischen Fakultät an der Universität Lettlands, öffentlich gegen diese Behandlung des Falles. Außerdem erlaubte er Sants die Mitarbeit an einem Gottesdienst in der Anglikanischen Kirche. Daraufhin wurde auch Cālītis suspendiert und durch das Erzbistum aus der Kirche ausgeschlossen. Dem Pastor Varis Bogdānovs wurde wegen der Beteiligung an einem Umzug der sexuellen Minoritäten (Rīgas Praids 2005) … durch Beschluss des Bischofskollegiums der Status eines Pfarrers ab dem 6. Oktober 2009 aberkannt.

### Verschuldung der Kirche
Probleme mit der Bedienung von Krediten lösten wiederholt Notverkäufe von kirchlichen Immobilien aus. Die Presse äußert Zweifel an der wirtschaftlichen Kompetenz des Erzbistums. Nachdem 2010 das Budget um 45 % gekürzt werden musste, stellte Erzbischof Vanags die Vertrauensfrage, wurde aber von der Synode am 3./4. Dezember 2010 bestätigt.

### Bildung autonomer Gemeinden
Durch den Ausschluss von Pastoren aus der LELB entstand in mehreren Kirchengemeinden die Situation, dass sich Gemeinden von der LELB separierten, um ihre Pastoren behalten zu können. Alle Mitglieder dieser autonomen Gemeinden wurden ebenfalls aus der LELB ausgeschlossen. Aus Protest gegen die Abschaffung der Frauenordination trat die Gemeinde der Kreuzkirche in Liepāja aus der LELB aus und schloss sich der Lettischen Evangelisch-Lutherischen Kirche außerhalb Lettlands an. Daraufhin ließ die LELB die Türschlösser der Kreuzkirche auswechseln und sperrte die Gemeinde aus. Ein Gericht ordnete jedoch die Rückgabe der Kirche an.